# 32e cérémonie des Golden Horse Film Festival and Awards
La 32e cérémonie des Golden Horse Awards a eu lieu en 1995. 

## Meilleur film
- Neige d'été de Ann Hui

## Meilleur réalisateur
- Hou Hsiao-hsien pour Good Men, Good Women

## Meilleure acteur
- Lin Yang pour Super Citizen Ko

## Meilleure actrice
- Josephine Siao pour Neige d'été